# Sergio Busquets
Sergio Busquets Burgos (tiếng Catalunya: [busˈkɛts], tiếng Tây Ban Nha: [ˈseɾxjo βusˈkets]; sinh ngày 16 tháng 7 năm 1988) là một cầu thủ bóng đá chuyên nghiệp người Tây Ban Nha hiện đang thi đấu ở vị trí tiền vệ phòng ngự cho câu lạc bộ Major League Soccer Inter Miami. Nổi tiếng nhờ khả năng chỉ đạo lối chơi thông qua những đường chuyền ngắn, khả năng chọn vị trí xuất sắc và khả năng đọc trận đấu độc nhất vô nhị của mình, anh được đánh giá là một trong những tiền vệ vĩ đại nhất mọi thời đại.
Busquets đến đội một của Barcelona vào tháng 7 năm 2008. Kể từ đó, anh đã có tổng cộng hơn 700 lần ra sân cho câu lạc bộ và giành được 30 danh hiệu, bao gồm 8 danh hiệu La Liga, 7 danh hiệu Copa del Rey và 3 UEFA Champions League. Anh là một phần trong đội hình của họ đã giành được cú ăn ba châu lục là La Liga, Copa del Rey và UEFA Champions League vào các năm 2008–09 và 2014–15.
Busquets ra mắt đội tuyển quốc gia Tây Ban Nha vào tháng 4 năm 2009, và kể từ đó đã có 143 lần ra sân cho đội tuyển quốc gia. Anh đã giúp đất nước giành chức vô địch World Cup 2010 và Euro 2012, đồng thời góp mặt tại ba kỳ World Cup và hai kỳ Euro khác. Anh đã từ giã sự nghiệp thi đấu quốc tế sau World Cup 2022.

## Sự nghiệp câu lạc bộ

### Barcelona
Sinh ra ở Sabadell, Barcelona, Catalonia, Busquets bắt đầu chơi bóng với đội bóng địa phương CD Badia del Vallès, tiếp theo là phép thuật với CEF Barberà Andalucía, Lleida và UFB Jàbac Terrassa, trước khi gia nhập hệ thống trẻ của Barcelona vào năm 2005. Anh đã ghi 7 bàn sau 26 trận cho đội Juvenil A trong mùa giải thứ hai và hai năm sau, Busquets được chuyển lên đội B dưới tay Pep Guardiola, và giúp đội thăng hạng lên giải hạng ba. Trong cùng mùa giải đó, anh ra mắt đội một, vào sân với tư cách cầu thủ dự bị tại Copa Catalunya.
Johan Cruyff, 15 tháng 9 năm 2008
Busquets chơi trận đấu La Liga đầu tiên vào ngày 13 tháng 9 năm 2008, thi đấu 90 phút trong trận hòa 1–1 trên sân nhà trước Racing Santander. Trong cuộc đụng độ của Barcelona tại UEFA Champions League 2008–09 gặp Basel tại St. Jakob-Park vào ngày 22 tháng 10 năm 2008, anh ghi bàn thắng thứ hai ở phút thứ 15 trong chiến thắng 5–0 tại vòng bảng; vào đầu tháng 12, trong một trận đấu khác, anh ghi bàn thứ hai cho Barça tại giải đấu, ghi bàn ở phút thứ 83 trong trận thua 2–3 trên sân nhà trước Shakhtar Donetsk.
Vào ngày 22 tháng 12 năm 2008, Busquets ký hợp đồng gia hạn đến năm 2013 với điều khoản mua đứt trị giá 80 triệu euro. Vào ngày 7 tháng 3 năm 2009, anh ghi bàn thắng đầu tiên ở giải VĐQG, trong chiến thắng 2–0 trên sân nhà trước Athletic Bilbao. Vào ngày 27 tháng 5 năm 2009, được ra sân thường xuyên khi anh ấy cạnh tranh vị trí với các cầu thủ quốc tế Seydou Keita và Yaya Touré, anh cũng góp mặt trong đội hình 11 người xuất phát của Barcelona trong trận chung kết Champions League, chiến thắng 2–0 trước Manchester United tại Rome; với chiến thắng đó, Carles Busquets và Sergio Busquets trở thành cặp cha con thứ ba cùng vô địch giải đấu cấp câu lạc bộ hàng đầu châu Âu khi chơi cho cùng một đội, cùng với Cesare Maldini và Paolo Maldini (giành chức vô địch với A.C. Milan), và Manuel Sanchís và Manolo Sanchís (Real Madrid).

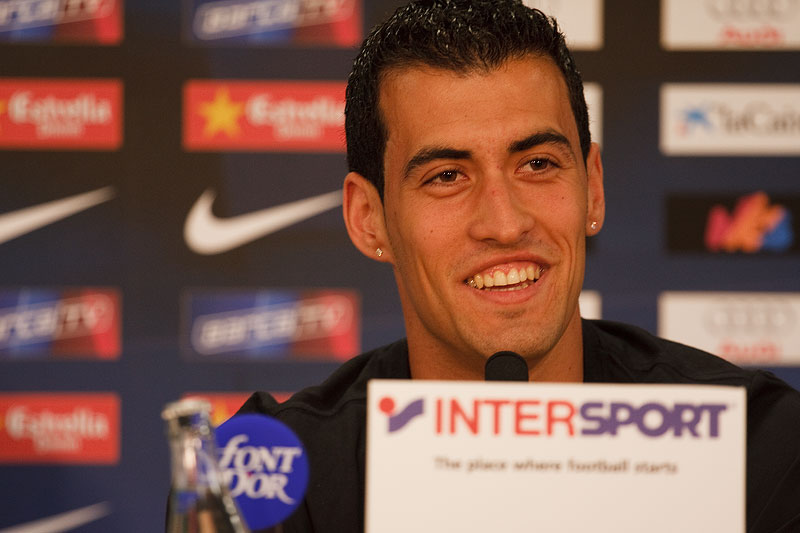
Busquets tham dự buổi họp báo cho Barcelona năm 2009

Phong độ tốt của Busquets tiếp tục trong mùa giải 2009–10, với việc Guardiola thích anh hơn Touré ở vị trí tiền vệ trung tâm cầm nhịp của Barcelona. Trong trận lượt về của trận bán kết Champions League với chiến thắng 1–0 (và thất bại chung cuộc 2–3) trước Inter Milan tại Camp Nou vào ngày 28 tháng 4 năm 2010, anh ấy đã ngã xuống đất sau khi Thiago Motta đã giơ tay và xuất hiện để đẩy thẳng vào mặt Busquets. Hậu quả của hành động này là cầu thủ đầu tiên bị thẻ đỏ và bị truất quyền thi đấu vì hành vi bạo lực, trong khi cầu thủ sau đó bị cả Motta và giới truyền thông chỉ trích vì dường như đang giả chấn thương.
Busquets một lần nữa góp mặt trong mùa giải 2010–11, thậm chí thỉnh thoảng còn chơi ở vị trí trung vệ. Vào ngày 27 tháng 1 năm 2011, anh ấy đã ký một hợp đồng gia hạn sẽ giữ anh ấy ở lại câu lạc bộ cho đến năm 2015 – điều khoản mua lại đã được tăng lên 150 triệu euro. Vào ngày 8 tháng 3 năm 2011, chơi ở vị trí trung vệ, anh đã ghi bàn phản lưới nhà từ một quả phạt góc của Arsenal, trong vòng 16 đội Champions League của mùa giải, san bằng tỷ số 1–1; Barcelona cuối cùng đã giành chiến thắng trong trận đấu với tỷ số 3–1 (và 4–3 chung cuộc). Vào ngày 28 tháng 5, Busquets đã chơi cả trận trong chiến thắng 3–1 trong trận chung kết Champions League trước Manchester United tại Sân vận động Wembley.
Busquets ghi một bàn thắng hiếm hoi vào ngày 24 tháng 4 năm 2012 – bàn thắng chính thức thứ sáu của anh ấy trong bốn năm – vào lưới từ một pha bắt bóng dễ dàng sau đường chuyền của Isaac Cuenca để nâng tỷ số lên 1–0 cho đội chủ nhà ở trận lượt về bán kết Champions League với Chelsea. Barcelona chỉ có thể hòa 2–2 trước mười người khi câu lạc bộ Anh lội ngược dòng sau thất bại 0–2; đội của anh ấy cuối cùng đã thua với tỷ số chung cuộc 2–3, sau khi đã thua 1–0 ở trận lượt đi tại Stamford Bridge.
Vào ngày 16 tháng 7 năm 2013, ngày anh ấy kỷ niệm sinh nhật lần thứ 25 của mình, Busquets đã đồng ý với một thỏa thuận mới cho đến năm 2018, với điều khoản mua lại không thay đổi.  Vào ngày 1 tháng 8 năm 2014, sau khi đội trưởng kiêm hậu vệ lâu năm của câu lạc bộ Carles Puyol nghỉ hưu và theo yêu cầu cá nhân của cựu binh, anh được trao chiếc áo số 5 cho mùa giải mới và được vinh danh là một trong bốn đội trưởng của câu lạc bộ cùng với Xavi, Andrés Iniesta và Lionel Messi.

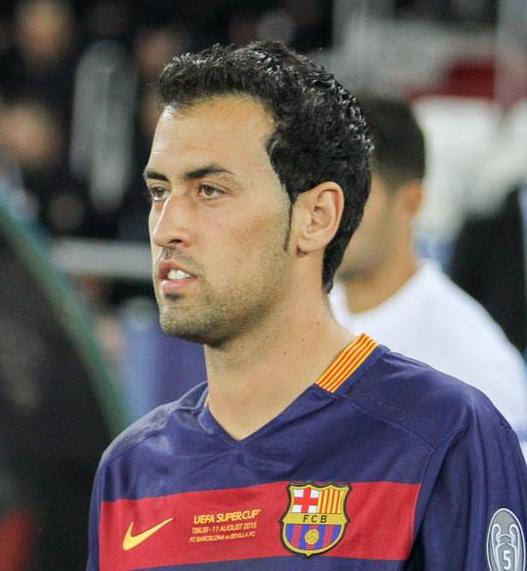
Busquets trong trận UEFA Super Cup 2015 gặp Sevilla

Busquets bắt đầu vào ngày 6 tháng 6 trong trận chung kết Champions League 2015, khi đội nhà giành được danh hiệu thứ năm của giải đấu băng cách đánh bại Juventus 3–1 tại Olympiastadion của Berlin. Điều này khiến Barcelona trở thành câu lạc bộ đầu tiên trong lịch sử hai lần giành cú ăn ba giải quốc nội, cúp quốc gia và cúp châu Âu, và Dani Alves, Busquets, Andrés Iniesta, Lionel Messi, Pedro, Gerard Piqué và Xavi là những cầu thủ duy nhất đạt được kỳ tích này.
Vào ngày 3 tháng 10 năm 2015, Busquets lần đầu tiên đeo băng đội trưởng Barcelona khi đội trưởng Iniesta và đội phó Messi vắng mặt trong trận thua 1–2 trên sân khách trước Sevilla.
Busquets đã mở tỷ số trong chiến thắng 3–0 trước Las Palmas vào ngày 1 tháng 10 năm 2017, trận đấu diễn ra không khán giả tại Camp Nou do cuộc trưng cầu dân ý độc lập Catalunya đang diễn ra. Khoảng một năm sau, anh ấy ký hợp đồng mới có thời hạn đến tháng 6 năm 2023, điều khoản này tăng điều khoản mua lại của anh ấy từ 200 triệu euro lên 500 triệu euro. Vào ngày 24 tháng 11 năm 2018, anh chơi trận thứ 500 cho Barcelona trước Atlético Madrid, và anh có trận đấu thứ 100 tại Champions League vào ngày 11 tháng 12, trong trận hòa 1–1 trên sân nhà tại vòng bảng gặp Tottenham Hotspur.
Vào ngày 9 tháng 1 năm 2021, Busquets có trận đấu thứ 600 cho Barcelona trong chiến thắng 4–0 trước Granada tại Los Cármenes. Chỉ những người cùng thời với anh là Xavi, Iniesta và Messi là chơi nhiều trận hơn trong lịch sử câu lạc bộ. Vào tháng 8, anh trở thành đội trưởng câu lạc bộ sau khi Messi cập bến Paris Saint-Germain FC. Vào ngày 12 tháng 1 năm 2023, Busquets có trận đấu thứ 700 cho Barcelona trong chiến thắng trên chấm luân lưu của đội sau trận hòa 2–2 trước Real Betis tại Sân vận động Quốc tế Nhà vua Fahd trong trận bán kết Supercopa de España 2022–23. Trong trận đấu tiếp theo, ba ngày sau, Busquets tham gia vào chiến thắng 3–1 của đội anh ấy trước Real Madrid trong trận chung kết Supercopa de España 2023, trở thành cầu thủ có nhiều trận đấu nhất trong lịch sử El Clásico với 45 trận, cùng với Lionel Messi và Sergio Ramos, ngoài ra anh còn trở thành cầu thủ có nhiều trận thắng nhất trong các trận El Clásico, với 21 trận, cùng với Paco Gento. Vào ngày 2 tháng 3, trong trận El Clásico tiếp theo, Busquets đã phá cả hai kỷ lục khi Barcelona thắng 1–0 trong trận lượt đi bán kết Copa del Rey 2023.
Vào ngày 10 tháng 5 năm 2023, Busquets thông báo anh sẽ rời Barcelona vào cuối mùa giải.

### Inter Miami
Vào ngày 23 tháng 6 năm 2023, Inter Miami thông báo rằng họ đã ký hợp đồng với Busquets. Vào ngày 16 tháng 7, Busquets chính thức ký hợp đồng hai năm rưỡi với Inter Miami.

## Thi đấu quốc tế

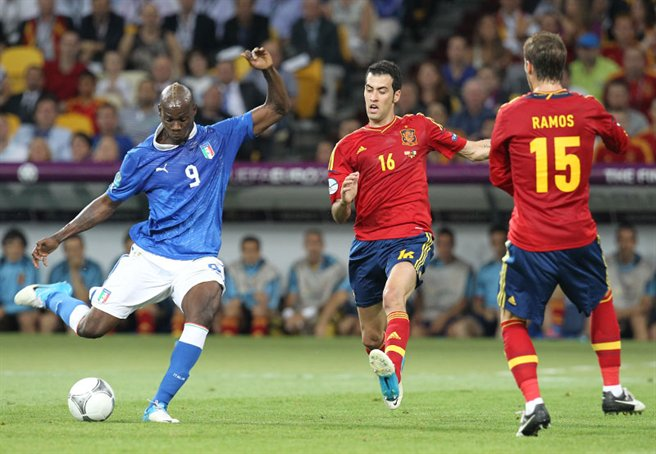
Busquets thi đấu cho Tây Ban Nha đấu với Ý tại Chung kết UEFA Euro 2012

Vào ngày 11 tháng 10 năm 2008, Busquets ra mắt trận đầu tiên cho đội U-21 của Tây Ban Nha trong trận đấu lượt đi playoff Giải vô địch bóng đá U-21 châu Âu 2009 trên sân khách với Thụy Sĩ. Anh ghi bàn ở phút thứ 17 trong trận thua 1–2, mặc dù cuối cùng họ đã giành chiến thắng chung cuộc 4–3. Vào ngày 28 tháng 12, anh chơi trận đầu tiên cho đội tuyển đại diện cho Catalunya, đá chính trong chiến thắng 2–1 trước Colombia tại Camp Nou.
Vào ngày 11 tháng 2 năm 2009, Busquets được triệu tập vào đội tuyển cấp cao để thi đấu giao hữu với Anh. Anh được tung vào sân thay người trong trận đấu vòng loại FIFA World Cup 2010 gặp Thổ Nhĩ Kỳ vào ngày 28 tháng 3 năm 2009, ra mắt trong trận lượt về ngày 1 tháng 4, chơi 16 phút trong chiến thắng 2–1 tại Istanbul sau khi thay thế David Silva. Vào mùa hè, anh tham dự giải đấu cấp cao đầu tiên, giúp Tây Ban Nha giành vị trí thứ ba tại 2009 FIFA Confederations Cup ở Nam Phi.
Vicente del Bosque, tháng 6 năm 2010
Busquets đã được huấn luyện viên Vicente del Bosque chọn cho World Cup 2010 tại cùng một quốc gia, đảm nhận vai trò tiền vệ trụ cột nhập tịch người Brasil mà Marcos Senna đã đảm nhận trước đó trong cuộc chinh phục UEFA Euro 2008. Anh ấy đã chơi tất cả các trận và số phút của giải đấu cho nhà vô địch thế giới cuối cùng, cứu 30 phút cuối cùng của trận thua 0–1 ở vòng bảng trước Thụy Sĩ ở Durban. Anh kết thúc giải đấu với tỷ lệ chuyền thành công cao thứ ba, cùng với đồng đội Puyol, hoàn thành 88% số đường chuyền của anh.
Tại UEFA Euro 2012 ở Ba Lan và Ukraina, Busquets đã chơi mỗi phút khi Tây Ban Nha giành chức vô địch, và anh ấy có tên trong Đội hình tiêu biểu của Giải đấu. Vào ngày 8 tháng 9 năm 2014, anh ghi bàn thắng quốc tế đầu tiên trong chiến thắng 5–1 trước Macedonia tại vòng loại Euro 2016. Lần thứ hai của anh ấy đến trong cùng một giải đấu vào ngày 15 tháng 11, trong trận thua 3–0 trước Belarus tại Huelva. Anh được chọn vào vòng chung kết tại Pháp.
Busquets đã kỷ niệm lần ra sân thứ 100 cho Tây Ban Nha vào ngày 9 tháng 10 năm 2017, trong chiến thắng 1–0 trước Israel tại vòng loại World Cup 2018. Sau đó, anh có tên trong đội hình của Julen Lopetegui tham dự vòng chung kết ở Nga.
Vào ngày 7 tháng 10 năm 2020, Busquets lần đầu tiên đeo băng đội trưởng của Tây Ban Nha trong trận giao hữu hòa không bàn thắng với Bồ Đào Nha, khi Sergio Ramos ngồi dự bị. Tháng 5 năm sau, anh được đưa vào đội hình 24 người của Luis Enrique cho UEFA Euro 2020. Trong trường hợp Ramos vắng mặt, anh được phong làm đội trưởng. Anh đã có kết quả xét nghiệm dương tính với COVID-19 tám ngày trước trận đấu đầu tiên của Tây Ban Nha, khiến toàn bộ đội rút lui khỏi trận đấu khởi động cuối cùng với Litva. Anh đã bỏ lỡ hai trận đấu đầu tiên của vòng bảng – cả hai đều hòa – trước khi trở lại đội ở trận thứ ba, trong đó anh ấy được UEFA bầu chọn là cầu thủ xuất sắc nhất trận đấu với chiến thắng 5–0 trước Slovakia. Bốn ngày sau, trong trận đấu ở vòng 16 với Croatia, Busquets một lần nữa được vinh danh là cầu thủ xuất sắc nhất trận trong chiến thắng 5–3 trong hiệp phụ của đội của anh. Trong trận tứ kết, anh ấy đã sút trúng cột dọc với cú đá đầu tiên của Tây Ban Nha trong loạt sút luân lưu trước Thụy Sĩ, mặc dù đội của anh đã giành chiến thắng.
Trong trận chung kết với Pháp vào ngày 10 tháng 10, anh ấy đã từng kiến tạo Mikel Oyarzabal, người đã ghi bàn mở tỷ số trận đấu, mặc dù Tây Ban Nha cuối cùng chịu thất bại 2–1. Với những màn trình diễn của anh ấy trong suốt Vòng chung kết UEFA Nations League 2021, Busquets đã giành được giải thưởng Cầu thủ xuất sắc nhất vòng chung kết của Hisense.
Tại 2022 World Cup, Busquets là đội trưởng của đội tuyển quốc gia trong giải đấu ở Qatar. Ở vòng 16, anh sút hỏng một quả phạt đền trong loạt sút luân lưu với Maroc, trận đấu kết thúc với thất bại 3–0 sau một trận hòa không bàn thắng.
Vào ngày 16 tháng 12 năm 2022, Sergio tuyên bố từ giã sự nghiệp thi đấu quốc tế sau 143 lần ra sân trong khoảng thời gian 15 năm.

## Phong cách thi đấu
César Luis Menotti, tháng 7 năm 2011
Được một số chuyên gia coi là một trong những tiền vệ xuất sắc nhất trong thế hệ của anh ấy và là một trong những tiền vệ cầm trịch vĩ đại nhất mọi thời đại, Busquets thường được bố trí ở vị trí trung tâm hoặc tiền vệ phòng ngự, mặc dù anh cũng có khả năng chơi ở vị trí trung vệ. Busquets được biết đến với việc xác định lại vị trí tiền vệ lùi sâu bằng cách tập trung vào trí thông minh bóng đá, chuyền bóng chính xác và khả năng đọc trận đấu của một 'thiên tài' hơn là sức mạnh hoặc thể chất áp đảo. Là một cầu thủ chăm chỉ, anh ấy xuất sắc trong việc đánh chặn các đường bóng lỏng lẻo và phá vỡ lối chơi của đối phương nhờ khả năng chọn vị trí, thuộc tính phòng thủ, tắc bóng, trí thông minh chiến thuật và khả năng đọc trận đấu, mặc dù anh ấy thiếu tốc độ. Nhờ tầm nhìn, khả năng kiểm soát bóng, sức mạnh thể chất, kỹ năng kỹ thuật, sự điềm tĩnh khi cầm bóng và khả năng chuyền chính xác, anh hiếm khi từ bỏ quyền kiểm soát bóng, và cùng với các đồng đội tiền vệ cũ của mình, chẳng hạn như Iniesta, Xavi và Ivan Rakitić, anh cũng đã đóng một vai trò sáng tạo quan trọng trong việc thiết lập nhịp độ của đội ở hàng tiền vệ với tư cách là tiền vệ kiến thiết từ tuyến dưới thông qua lối chơi chuyền ngắn của anh. Vai trò của anh ấy cũng được ví như metodista ("trung vệ," trong biệt ngữ bóng đá Ý), do khả năng điều khiển lối chơi của anh ấy ở hàng tiền vệ cũng như hỗ trợ đội của mình phòng thủ. Vị trí và lối chơi của anh ấy đã khiến anh ấy được so sánh với người quản lý cũ của mình, cũng như cựu cầu thủ Tây Ban Nha và Barcelona, Pep Guardiola..
Huấn luyện viên Vicente del Bosque ca ngợi Busquets, nói rằng, "Nếu bạn xem cả trận, bạn sẽ không thấy Busquets—nhưng hãy xem Busquets, bạn sẽ thấy cả trận." Chiều cao của anh ấy cũng cho phép anh ấy hoạt động hiệu quả trên không và giúp anh ấy đôi khi có thể tiến vào các vị trí tấn công hơn, cung cấp thêm một lối thoát tấn công cho đội của anh ấy.
Busquets từng bị buộc tội ăn vạ trong quá khứ, do anh ấy có xu hướng phạm lỗi quá mức. Tuy nhiên, trước những lời chỉ trích này, anh bảo vệ hành vi của mình là "thông minh", cho rằng thực tế của trận đấu phức tạp hơn.
Thường được coi là một trong những cầu thủ bị đánh giá thấp nhất trên thế giới, Busquets đã nhận được lời khen ngợi từ các đồng nghiệp của anh ấy, với đồng đội cũ của câu lạc bộ Messi nói rằng "Khi có khó khăn, Busquets sẽ luôn ở đó."

## Đời tư
Cha của Busquets, Carles, cũng là một cầu thủ bóng đá. Ông đã chơi ở vị trí thủ môn cho Barcelona trong vài năm trong những năm 1990, mặc dù hầu như chỉ đóng vai trò dự bị.
Năm 2014, Busquets bắt đầu mối quan hệ với Elena Galera. Họ có hai con trai sinh năm 2016 và 2018. Anh có một hình xăm tiếng Ả Rập trên cẳng tay trái của mình có nghĩa là "Một điều dành cho ông, cuộc sống ở quê hương cháu", dành tặng cho ông ngoại của mình, người mà anh rất gần gũi.

## Thống kê sự nghiệp

### Câu lạc bộ

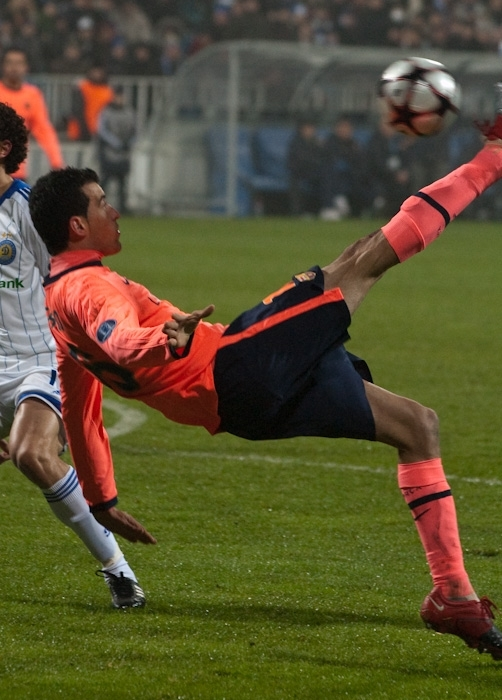
Busquets thực hiện cú đá xe đạp chổng ngược vào lưới Dynamo Kyiv, 2009

Tính đến ngày 28 tháng 5 năm 2023
| Câu lạc bộ          | Mùa giải            | Giải vô địch        | Giải vô địch | Giải vô địch | Copa del Rey | Copa del Rey | Châu Âu | Châu Âu | Khác | Khác | Tổng cộng | Tổng cộng |
| Câu lạc bộ          | Mùa giải            | Hạng đấu            | Trận         | Bàn          | Trận         | Bàn          | Trận    | Bàn     | Trận | Bàn  | Trận      | Bàn       |
| ------------------- | ------------------- | ------------------- | ------------ | ------------ | ------------ | ------------ | ------- | ------- | ---- | ---- | --------- | --------- |
| Barcelona B         | 2007–08             | Tercera División    | 23           | 2            | —            | —            | —       | —       | —    | —    | 23        | 2         |
| Barcelona B         | 2008–09             | Segunda División B  | 2            | 0            | —            | —            | —       | —       | —    | —    | 2         | 0         |
| Barcelona B         | Tổng cộng           | Tổng cộng           | 25           | 2            | —            | —            | —       | —       | —    | —    | 25        | 2         |
| Barcelona           | 2008–09             | La Liga             | 24           | 1            | 9            | 0            | 8       | 2       | —    | —    | 41        | 3         |
| Barcelona           | 2009–10             | La Liga             | 33           | 0            | 4            | 0            | 10      | 0       | 5    | 1    | 52        | 1         |
| Barcelona           | 2010–11             | La Liga             | 28           | 1            | 5            | 0            | 12      | 0       | 1    | 0    | 46        | 1         |
| Barcelona           | 2011–12             | La Liga             | 31           | 1            | 8            | 0            | 10      | 1       | 3    | 0    | 52        | 2         |
| Barcelona           | 2012–13             | La Liga             | 31           | 1            | 4            | 0            | 8       | 0       | 2    | 0    | 45        | 1         |
| Barcelona           | 2013–14             | La Liga             | 32           | 1            | 5            | 1            | 9       | 1       | 2    | 0    | 48        | 3         |
| Barcelona           | 2014–15             | La Liga             | 33           | 1            | 4            | 0            | 10      | 0       | —    | —    | 47        | 1         |
| Barcelona           | 2015–16             | La Liga             | 35           | 0            | 5            | 0            | 9       | 0       | 4    | 0    | 53        | 0         |
| Barcelona           | 2016–17             | La Liga             | 33           | 0            | 5            | 0            | 8       | 0       | 2    | 0    | 48        | 0         |
| Barcelona           | 2017–18             | La Liga             | 31           | 1            | 7            | 0            | 10      | 0       | 2    | 0    | 50        | 1         |
| Barcelona           | 2018–19             | La Liga             | 35           | 0            | 6            | 0            | 12      | 0       | 1    | 0    | 54        | 0         |
| Barcelona           | 2019–20             | La Liga             | 33           | 2            | 2            | 0            | 7       | 0       | 1    | 0    | 43        | 2         |
| Barcelona           | 2020–21             | La Liga             | 36           | 0            | 6            | 0            | 6       | 0       | 2    | 0    | 50        | 0         |
| Barcelona           | 2021–22             | La Liga             | 36           | 2            | 2            | 0            | 12      | 1       | 1    | 0    | 51        | 3         |
| Barcelona           | 2022–23             | La Liga             | 30           | 0            | 5            | 0            | 5       | 0       | 2    | 0    | 42        | 0         |
| Barcelona           | Tổng cộng           | Tổng cộng           | 481          | 11           | 77           | 1            | 136     | 5       | 28   | 1    | 722       | 18        |
| Inter Miami         | 2023                | Major League Soccer | 0            | 0            | 0            | 0            | —       | —       | —    | —    | 0         | 0         |
| Tổng cộng sự nghiệp | Tổng cộng sự nghiệp | Tổng cộng sự nghiệp | 506          | 13           | 77           | 1            | 136     | 5       | 28   | 1    | 747       | 20        |

Ghi chú
1. 1 2 3 4 5 6 7 8 9 10 11 12 13  Ra sân tại UEFA Champions League
2. ↑  1 lần ra sân tại UEFA Super Cup, 2 lần ra sân tại Supercopa de España, 2 lần ra sân và 1 bàn tại FIFA Club World Cup
3. 1 2 3 4 5 6 7 8 9 10  Ra sân tại Supercopa de España
4. ↑  1 lần ra sân tại UEFA Super Cup, 1 lần ra sân tại Supercopa de España, 1 lần ra sân tại FIFA Club World Cup
5. ↑  1 lần ra sân tại UEFA Super Cup, 1 lần ra sân tại Supercopa de España, 2 lần ra sân tại FIFA Club World Cup
6. ↑  6 lần ra sân tại UEFA Champions League, 6 lần ra sân và 1 bàn tại UEFA Europa League
7. ↑  4 lần ra sân tại UEFA Champions League, 1 lần ra sân tại UEFA Europa League

### Đội tuyển quốc gia

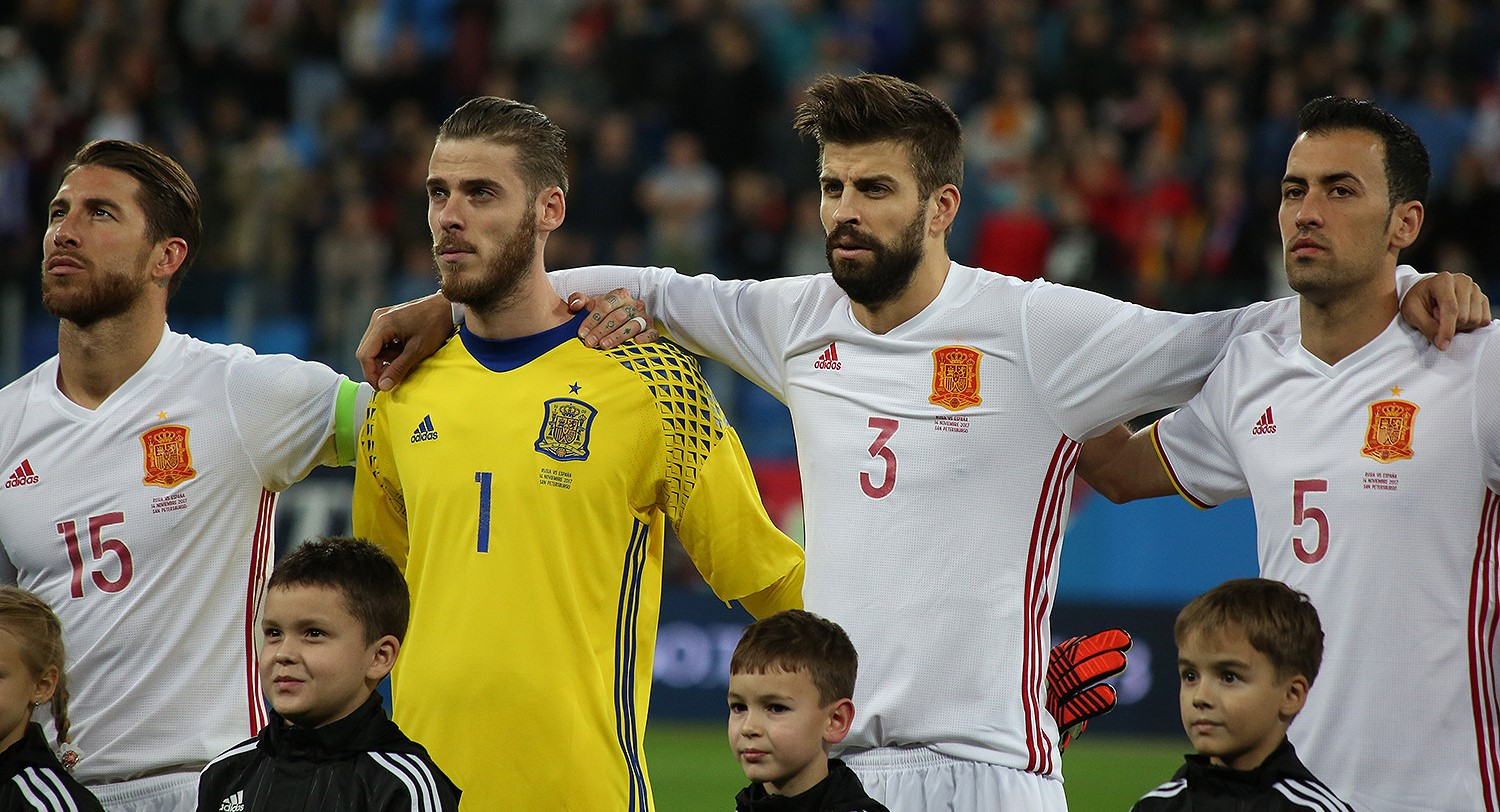
Busquets (xa nhất bên phải) xếp hàng cho Tây Ban Nha năm 2017

Tính đến ngày  6 tháng 12 năm 2022
| Đội tuyển quốc gia | Năm       | Trận | Bàn |
| ------------------ | --------- | ---- | --- |
| Tây Ban Nha        | 2009      | 10   | 0   |
| Tây Ban Nha        | 2010      | 16   | 0   |
| Tây Ban Nha        | 2011      | 11   | 0   |
| Tây Ban Nha        | 2012      | 14   | 0   |
| Tây Ban Nha        | 2013      | 12   | 0   |
| Tây Ban Nha        | 2014      | 11   | 2   |
| Tây Ban Nha        | 2015      | 8    | 0   |
| Tây Ban Nha        | 2016      | 12   | 0   |
| Tây Ban Nha        | 2017      | 8    | 0   |
| Tây Ban Nha        | 2018      | 9    | 0   |
| Tây Ban Nha        | 2019      | 5    | 0   |
| Tây Ban Nha        | 2020      | 4    | 0   |
| Tây Ban Nha        | 2021      | 13   | 0   |
| Tây Ban Nha        | 2022      | 10   | 0   |
| Tổng cộng          | Tổng cộng | 143  | 2   |

Tỷ số và kết quả liệt kê bàn thắng của Tây Ban Nha trước, cột tỷ số cho biết tỷ số sau mỗi bàn thắng của Busquets.
| # | Ngày                 | Địa điểm                                  | Trận | Đối thủ   | Tỷ số | Kết quả | Giải đấu                 |
| - | -------------------- | ----------------------------------------- | ---- | --------- | ----- | ------- | ------------------------ |
| 1 | 8 tháng 9 năm 2014   | Ciutat de València, Valencia, Tây Ban Nha | 70   | Macedonia | 3–1   | 5–1     | Vòng loại UEFA Euro 2016 |
| 2 | 15 tháng 11 năm 2014 | Nuevo Colombino, Huelva, Tây Ban Nha      | 73   | Belarus   | 2–0   | 3–0     | Vòng loại UEFA Euro 2016 |

## Danh hiệu

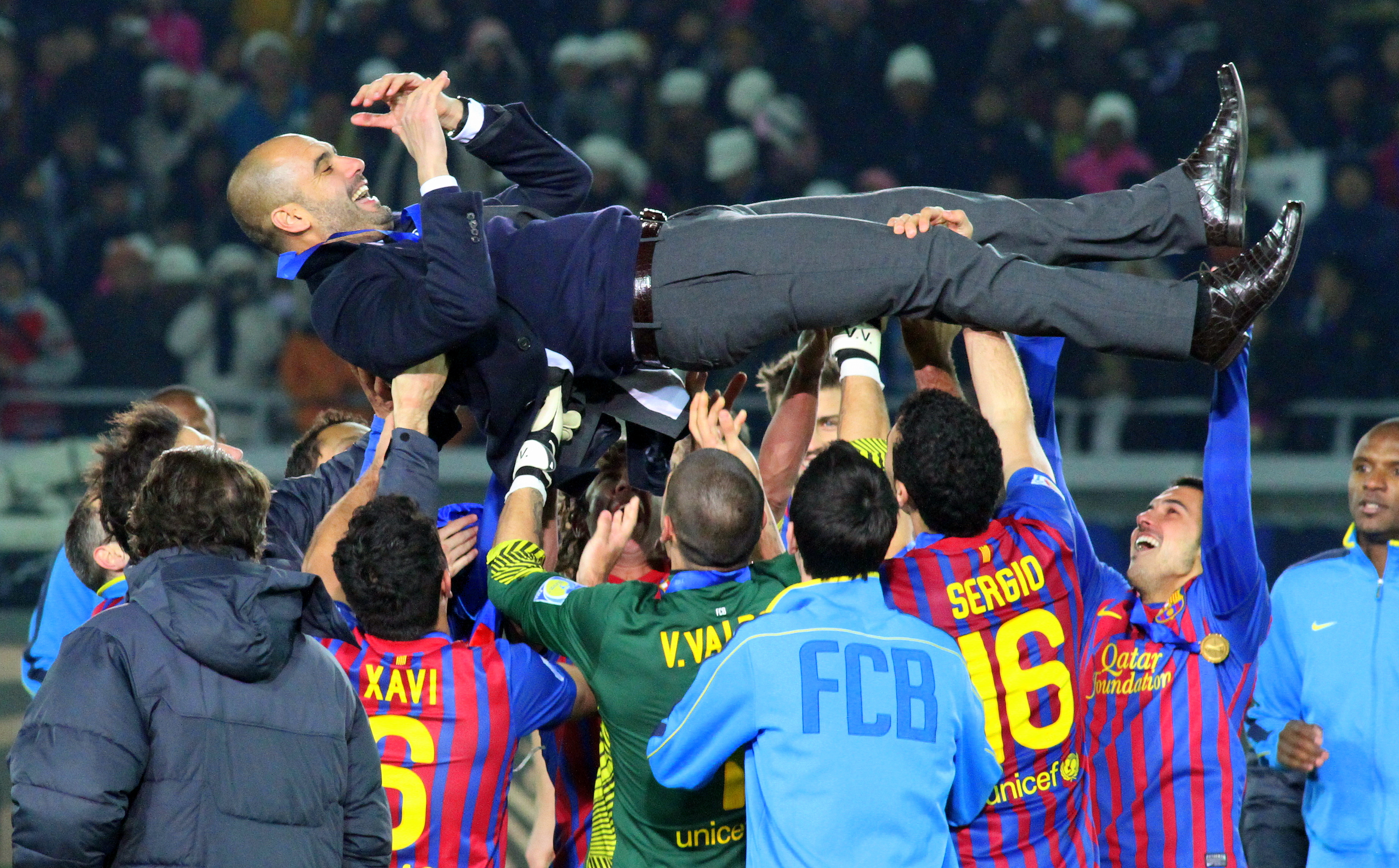
Busquets (mặc áo số 16) giúp các đồng đội ở Barcelona của anh ấy nâng đỡ huấn luyện viên Pep Guardiola sau khi họ giành được FIFA Club World Cup 2011.

### Câu lạc bộ

#### Barcelona[105]
- La Liga: 2008–09, 2009–10, 2010–11, 2012–13, 2014–15, 2015–16, 2017–18, 2018–19, 2022–23
- Copa del Rey: 2008–09, 2011–12, 2014–15, 2015–16, 2016–17, 2017–18, 2020–21
- Supercopa de España: 2009, 2010, 2011, 2013, 2016, 2018, 2022–23
- UEFA Champions League: 2008–09, 2010–11, 2014–15
- UEFA Super Cup: 2009, 2011, 2015
- FIFA Club World Cup: 2009, 2011, 2015

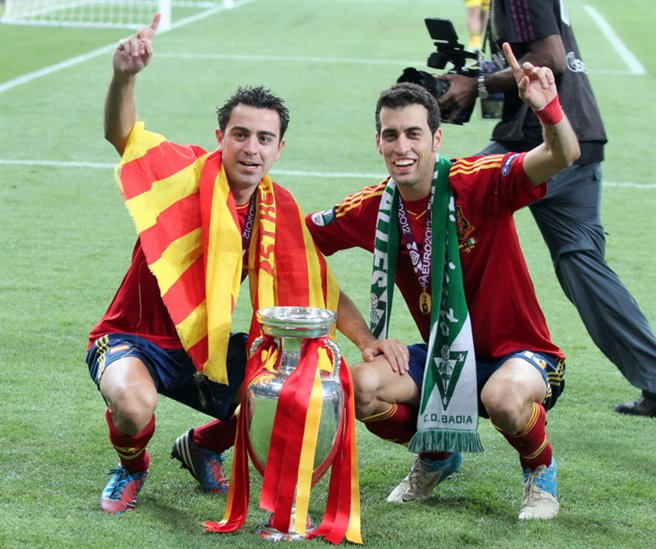
Xavi và Busquets với Henri Delaunay Trophy sau khi Tây Ban Nha vô địch Euro 2012

Inter Miami
- Leagues Cup: 2023

### Quốc tế
- FIFA World Cup: 2010
- UEFA European Championship: 2012
- FIFA Confederations Cup: Á quân 2013; hạng ba 2009
- UEFA Nations League: 2022–23;[106] á quân: 2020–21[107]

### Cá nhân
- Bravo Award: 2009[108]
- La Liga's Breakthrough Player: 2009[108]
- FIFA World Cup All-Star Team: 2010[109]
- UEFA European Championship Team of the Tournament: 2012
- UEFA Champions League Squad of the Season: 2014–15[110]
- La Liga Team of the Season: 2015–16
- UEFA La Liga Team of the Season: 2015–16[111]
- UEFA Nations League Finals Player of the Tournament: 2021[74]

### Huân chương
- Giải thưởng Hoàng tử xứ Asturias: 2010
- Gold Medal of the Royal Order of Sporting Merit: 2011[112]